# Faro do Alentejo
Faro do Alentejo ist eine Gemeinde (freguesia) in Portugal und gehört zum Landkreis von Cuba, mit einer Fläche von 44,7 km² und 485 Einwohnern (Stand 19. April 2021). Dies ergibt eine Bevölkerungsdichte von 10,9 Einwohnern pro km².